# Baixos Ca l'Antic
Els Baixos Ca l'Antic és una obra de Ripoll protegida com a Bé Cultural d'Interès Local.

## Descripció
Conjunt format per cinc arcades, amb arc de mig punt rebaixat. Si bé només es veuen quatre arcades, el conjunt el formaven cinc obertures; s'intueix la presència d'una cinquena obertura que està tapada. Una arcada ha estat reconvertida en finestra. Els brancals i els baixos, entre obertura i obertura, són de carreus de pedra. Els arcs estan arrebossats.